# Mateo Bustos
Mateo Daniel Bustos (Malagueño, 9 ottobre 1992) è un calciatore argentino, centrocampista del 9 de Julio (J).

## Carriera
Ha giocato nella seconda divisione argentina e nella prima divisione dei campionati uruguaiano, maltese, paraguaiano, indonesiano e boliviano.